# It's My Life (Dr. Alban)
It's My Life is een nummer van de Nigeriaans-Zweedse zanger Dr. Alban. Het is de eerste single van zijn tweede studioalbum One Love uit 1992. In februari dat jaar werd het nummer eerst in Zweden op single uitgebracht en op 1 mei  wereldwijd. Het nummer is een Eurodance plaat, dat gaat over iemand die heel erg de baas speelt.

## Achtergrond
De plaat leverde Dr. Alban een grote hit op in veel Europese landen, waaronder zijn thuisland Zweden, waar de plaat de nummer 1-positie bereikte. Ook in Duitsland, Oostenrijk, ltalië en in de Eurochart Hot 100 werd de nummer 1-positie behaald. In het Verenigd Koninkrijk werd de 2e positie bereikt in de UK Singles Chart.
In Nederland werd de plaat veel gedraaid op Radio 3 en werd zodoende een gigantische hit in de destijds twee hitlijsten op de nationale publieke popzender. De plaat bereikte de nummer 1- positie in zowel de Nederlandse Top 40 als de Nationale Top 100.
Ook in België bereikte de plaat de nummer 1-positie in zowel de Vlaamse Radio 2 Top 30 als de voorloper van de Vlaamse Ultratop 50. In Wallonië werd géén notering behaald.

## Hitnoteringen

### Nederlandse Top 40
| Hitnotering: 11-07-1992 t/m 31-10-1992 | Hitnotering: 11-07-1992 t/m 31-10-1992 | Hitnotering: 11-07-1992 t/m 31-10-1992 | Hitnotering: 11-07-1992 t/m 31-10-1992 | Hitnotering: 11-07-1992 t/m 31-10-1992 | Hitnotering: 11-07-1992 t/m 31-10-1992 | Hitnotering: 11-07-1992 t/m 31-10-1992 | Hitnotering: 11-07-1992 t/m 31-10-1992 | Hitnotering: 11-07-1992 t/m 31-10-1992 | Hitnotering: 11-07-1992 t/m 31-10-1992 | Hitnotering: 11-07-1992 t/m 31-10-1992 | Hitnotering: 11-07-1992 t/m 31-10-1992 | Hitnotering: 11-07-1992 t/m 31-10-1992 | Hitnotering: 11-07-1992 t/m 31-10-1992 | Hitnotering: 11-07-1992 t/m 31-10-1992 | Hitnotering: 11-07-1992 t/m 31-10-1992 | Hitnotering: 11-07-1992 t/m 31-10-1992 | Hitnotering: 11-07-1992 t/m 31-10-1992 | Hitnotering: 11-07-1992 t/m 31-10-1992 |
| Week                                   | 1                                      | 2                                      | 3                                      | 4                                      | 5                                      | 6                                      | 7                                      | 8                                      | 9                                      | 10                                     | 11                                     | 12                                     | 13                                     | 14                                     | 15                                     | 16                                     | 17                                     |                                        |
| -------------------------------------- | -------------------------------------- | -------------------------------------- | -------------------------------------- | -------------------------------------- | -------------------------------------- | -------------------------------------- | -------------------------------------- | -------------------------------------- | -------------------------------------- | -------------------------------------- | -------------------------------------- | -------------------------------------- | -------------------------------------- | -------------------------------------- | -------------------------------------- | -------------------------------------- | -------------------------------------- | -------------------------------------- |
| Nummer                                 | 24                                     | 11                                     | 5                                      | 3                                      | 1                                      | 1                                      | 1                                      | 1                                      | 1                                      | 1                                      | 1                                      | 3                                      | 5                                      | 9                                      | 16                                     | 25                                     | 34                                     | uit                                    |

### Nationale Top 100
| Hitnotering: 04-07-1992 t/m 28-11-1992 | Hitnotering: 04-07-1992 t/m 28-11-1992 | Hitnotering: 04-07-1992 t/m 28-11-1992 | Hitnotering: 04-07-1992 t/m 28-11-1992 | Hitnotering: 04-07-1992 t/m 28-11-1992 | Hitnotering: 04-07-1992 t/m 28-11-1992 | Hitnotering: 04-07-1992 t/m 28-11-1992 | Hitnotering: 04-07-1992 t/m 28-11-1992 | Hitnotering: 04-07-1992 t/m 28-11-1992 | Hitnotering: 04-07-1992 t/m 28-11-1992 | Hitnotering: 04-07-1992 t/m 28-11-1992 | Hitnotering: 04-07-1992 t/m 28-11-1992 | Hitnotering: 04-07-1992 t/m 28-11-1992 | Hitnotering: 04-07-1992 t/m 28-11-1992 | Hitnotering: 04-07-1992 t/m 28-11-1992 | Hitnotering: 04-07-1992 t/m 28-11-1992 | Hitnotering: 04-07-1992 t/m 28-11-1992 | Hitnotering: 04-07-1992 t/m 28-11-1992 | Hitnotering: 04-07-1992 t/m 28-11-1992 | Hitnotering: 04-07-1992 t/m 28-11-1992 | Hitnotering: 04-07-1992 t/m 28-11-1992 | Hitnotering: 04-07-1992 t/m 28-11-1992 | Hitnotering: 04-07-1992 t/m 28-11-1992 | Hitnotering: 04-07-1992 t/m 28-11-1992 |
| Week                                   | 1                                      | 2                                      | 3                                      | 4                                      | 5                                      | 6                                      | 7                                      | 8                                      | 9                                      | 10                                     | 11                                     | 12                                     | 13                                     | 14                                     | 15                                     | 16                                     | 17                                     | 18                                     | 19                                     | 20                                     | 21                                     | 22                                     |                                        |
| -------------------------------------- | -------------------------------------- | -------------------------------------- | -------------------------------------- | -------------------------------------- | -------------------------------------- | -------------------------------------- | -------------------------------------- | -------------------------------------- | -------------------------------------- | -------------------------------------- | -------------------------------------- | -------------------------------------- | -------------------------------------- | -------------------------------------- | -------------------------------------- | -------------------------------------- | -------------------------------------- | -------------------------------------- | -------------------------------------- | -------------------------------------- | -------------------------------------- | -------------------------------------- | -------------------------------------- |
| Nummer                                 | 84                                     | 63                                     | 23                                     | 8                                      | 4                                      | 2                                      | 1                                      | 1                                      | 1                                      | 1                                      | 1                                      | 3                                      | 4                                      | 9                                      | 13                                     | 19                                     | 23                                     | 29                                     | 31                                     | 38                                     | 57                                     | 82                                     | uit                                    |